# Distanzstein (Dolle)

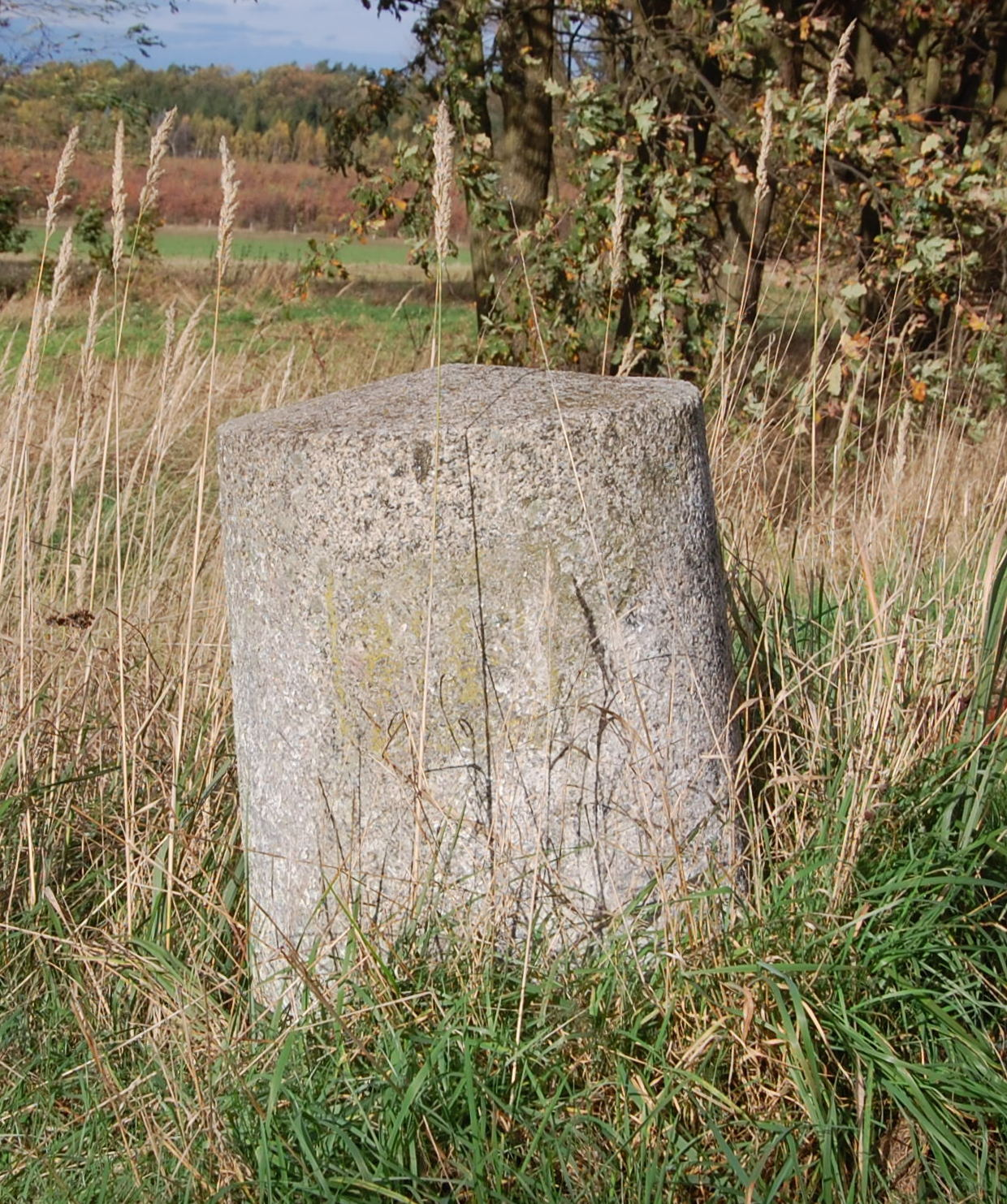
Distanzstein bei Dolle

Der Distanzstein ist ein bei Dolle in der Gemeinde Burgstall in Sachsen-Anhalt stehender historischer Meilenstein.
Der denkmalgeschützte Stein befindet sich etwa 500 Meter südlich von Dolle auf der Westseite der Bundesstraße 189 in der Nähe der Einmündung der Zufahrt zum Forsthaus Steinberge. Der zylindrische Rundsockelstein ist aus Granit gefertigt. Er läuft oben in eine flache Spitze aus und ist nicht verziert. Seine Aufstellung erfolgte in der Zeit um 1830 durch preußische Behörden.
Im örtlichen Denkmalverzeichnis ist der Meilenstein unter der Erfassungsnummer 094 75173 als Baudenkmal verzeichnet.